# Sarah Robles
Sarah Robles (* 1. August 1988 in San Diego) ist eine amerikanische Gewichtheberin.

## Karriere
Robles  war 2008 Junioren-Vize-Weltmeisterin. 2009 erreichte sie bei den Panamerikanischen Meisterschaften den fünften Platz im Superschwergewicht. Bei den Weltmeisterschaften im selben Jahr wurde sie Elfte. Bei den Panamerikanischen Meisterschaften 2010 gewann sie die Silbermedaille und bei den Weltmeisterschaften 2010 wurde sie Zehnte. 2011 war sie bei den Panamerikanischen Spielen Zweite im Reißen, allerdings gelang ihr im Stoßen kein gültiger Versuch. Bei den Weltmeisterschaften 2011 wurde sie wieder Zehnte. Im nächsten Jahr nahm Robles an den Olympischen Spielen in London teil, bei denen sie den siebten Platz erreichte. 2013 gewann sie bei den Panamerikanischen Meisterschaften die Goldmedaille. Kurz danach wurde sie allerdings bei einer Dopingkontrolle positiv auf DHEA, Testosteron und Pregnandiol getestet und für zwei Jahre gesperrt. Nach ihrer Sperre gewann sie bei den Olympischen Sommerspielen 2016 Bronze. Bei den Weltmeisterschaften 2017 holte sie Gold. 2017 und 2018 wurde Panamerikanische Meisterin.